# Geister-Krimi

Logo der 1. Auflage

Geister-Krimi ist eine Grusel- (Horror-) Heftromanserie aus dem Kelter Verlag.

## Geister Krimi

### Einleitung
Neben bekannten Autoren wie Friedrich Tenkrat (Edgar Tarbot), Uwe Anton (Henry Quinn), Kurt Brand (János Vèreb) und Martin Eisele (Mike Burger) schrieben auch viele Autoren mit, die bei anderen Verlagen kaum oder gar nicht vertreten waren. Mit Gudrun Voigt schrieb auch eine der ganz wenigen Frauen mit, die sich diesem Genre widmeten; die anderen waren Traute Mahn und Susanne Wiemer (diese hauptsächlich im Gespensterkrimi und bei Professor Zamorra, jedoch nie im Geister-Krimi).

### Erwähnenswerte Unterserien
Mark Tate von W. A. Hary (Wilfried A. Hary) 

Die Forlongs aus Nr. 117 wurden später in die Mark-Tate-Subserie übernommen. Mark Tate bekam etliche Jahre später eine eigene Nachdruck-Serie, die nach der Einstellung von Autoren des eigenen Verlages leicht überarbeitet fortführt wurden. Dabei erschienen auch neue Romane.
Rick Masters von Andrew Hathaway (Richard Wunderer)

Rick Masters war die wichtigste und längstlaufende Subserie des Geister-Krimi, der mit einem Rick–Masters–Roman begann und mit einem solchen endete.
- 66 neue Romane in der eigenständigen Reihe von Band 09-369
- im oberen Nummernbereich einige Nachauflagen
- Fortsetzung im Geister-Killer

Geisterkommission von Phyllis Cocker (Gudrun Voigt)

Die Geisterkommission wurde vom Scotland Yard gegründet, um das Geisterunwesen in Schottland zu bekämpfen.
Gary Dano von W. A. Castell (Werner Andreas Hary)
- Autor ist der Bruder von Wilfried A. Hary (Mark Tate-Serie)
- 11 Hefte zwischen Band 260 und 400

Glen Blair von Arno Skinner (Theodor Dombrowski)
- 2 Hefte (25 & 68)

Toy Fong von Will Harris (Wilfried A. Hary)
- 3 Hefte von Band 242–317
- Die Figuren wurden später in die Mark Tate–Subserie integriert.

Inspektor Field von Henry Taylor
- Hauptfiguren sind Inspektor Field und sein Untergebener, Sergeant Budd
- 14 Hefte von Band 50–319

## Geister Krimi, 2. Auflage

### Allgemeines
- Es erschienen von 1990 bis 1992 insgesamt 30 Hefte.
- Die zweite Auflage hat nur vereinzelt neue Titelbilder bekommen. Die Masse der Hefte hat Titelbilder aus dem Verlagsfundus erhalten, teils wurde das alte Titelbild wiederverwendet.
- Die Texte wurden wie vorhanden gedruckt, inklusive alter Druckfehler.
- Der Band 6 fiel durch extrem dünnes Papier auf, wodurch der Band nur etwa 2/3 der üblichen Dicke eines Heftromans aufwies.
- Der Nachdruck erfolgte nicht in der ursprünglichen Reihenfolge.

### Unterserien
Rick Masters
- 4 Hefte
- Es wurden die Serienfolgen 05, 09, 08 & 20 (in dieser Reihenfolge) nachgedruckt.

Glen Blair von Theodor Dombrowski (Arno Skinner)
- Es erschienen 2 Hefte (26 & 28).

## Geister-Krimi (3. Auflage)
Am 3. November 2015 brachte der Kelter Verlag die Heftreihe erneut wöchentlich auf den Markt mit neuem Logo und neuen Titelbildern. Wie bereits in der 2. Auflage richtet sich auch dieser Nachdruck nicht nach der ursprünglichen Reihenfolge. Erstmals wird die Reihe zusätzlich als E-Book angeboten. Romane aus Sub-Serien kam nicht zum Abdruck. Die Reihe endete am Kiosk mit Band 16, als E-Book mit Band 18.